# Gaworzyce (przystanek kolejowy)
Gaworzyce – przystanek kolejowy w Gaworzycach, w woj. dolnośląskim, w Polsce.